# Oristà
Oristà – gmina w Hiszpanii, w prowincji Barcelona, w Katalonii, o powierzchni 68,61 km². W 2011 roku gmina liczyła 566 mieszkańców.